# 壮丽纵脉菀
壮丽纵脉菀（学名：Pleurophyllum speciosum）又名巨帝王雏菊、坎贝尔雏菊，是一种分布于奥克兰群岛和坎贝尔群岛的草本植物。它们与新西兰亚南极群岛中数种为抵御恶劣气候而演化出庞大体型、巨型叶片及大且具不寻常颜色花朵的草本植物被并称为巨型草本植物（英语：Megaherb）。一张壮丽纵脉菀的假色图像被描绘在当前5元新西兰纸币背面的左下角处。

## 历史
壮丽纵脉菀由英国植物学家约瑟夫·道尔顿·胡克通过在罗斯探险期间采集到的标本于1844年在其著作《Flora Antarctica》中首次描述并命名。

## 保护现状
虽然壮丽纵脉菀在岛内的栖息地中广泛分布，且该物种所分布的两座被列为自然保护区和世界遗产的亚南极群岛均只能通过许可证进入并且人数受到严格控制。但由于有限的分布范围，该物种被新西兰威胁分级系统列入存在风险-自然性罕见的类别中。